# Benno Hann von Weyhern (General, 1808)
Otto Rudolf Benno Hann von Weyhern (* 23. Oktober 1808 in Lübben; † 2. November 1890 in Frankfurt (Oder)) war ein preußischer General der Kavallerie.

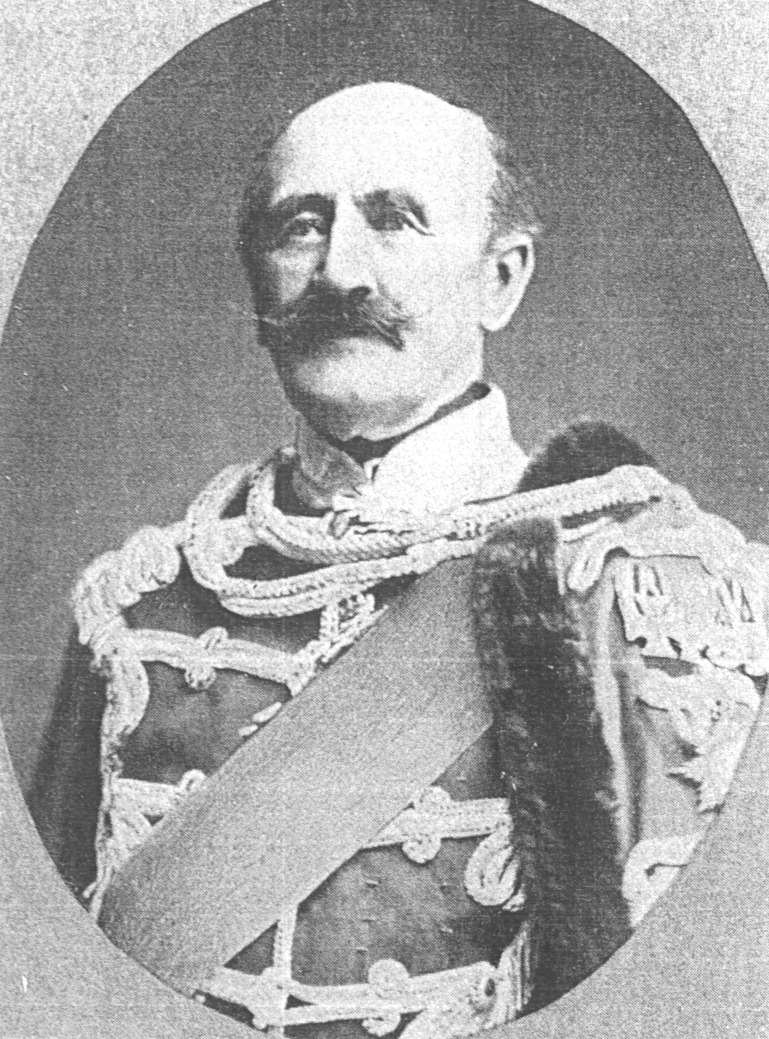
General Benno Hann von Weyhern

## Leben

### Herkunft
Benno Hann von Weyhern entstammt der 1752 nobilitierten Adelsfamilie von Hann, welche sich nach ihrem oberpfälzischen Stammgut Weyhern auch „Hann von Weyhern“ nennt. Seine Eltern waren der kursächsische Generalmajor Joseph Hann von Weyhern (1765–1840) und Christiane Caroline Elisabeth Hermann, geschiedene Wihert.

### Militärkarriere

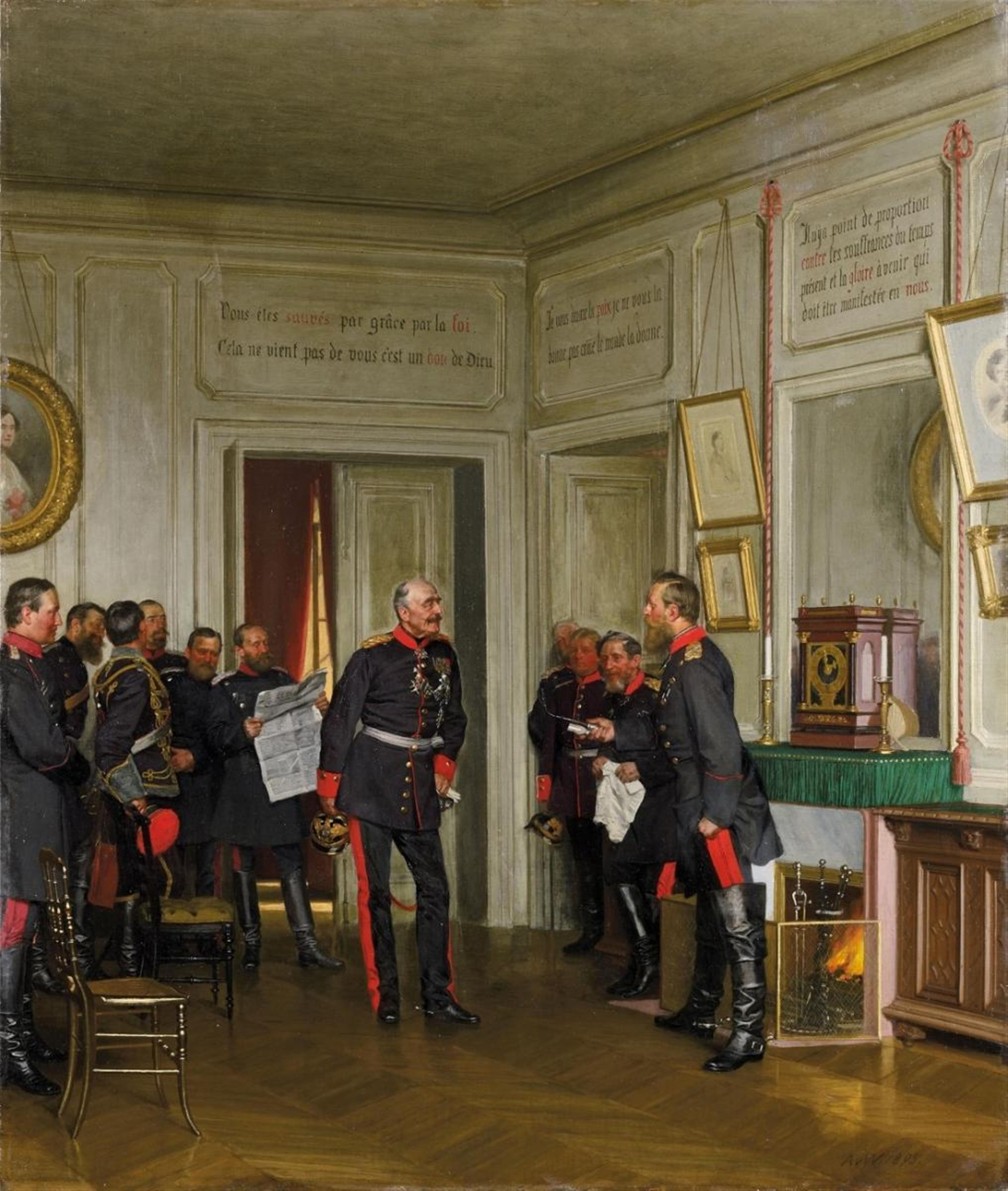
Anton von Werner: Der Kronprinz empfängt General Benno Hann von Weyhern in Versailles (im November 1871 mit Nachrichten von der Belagerung von Metz), Gemälde von 1895

Hann von Weyhern begann seine militärische Laufbahn 1821 an der sächsischen Kadettenanstalt in Dresden. 1824 wechselte er in preußische Dienste und wurde im 3. Husaren-Regiment angestellt. Dort avancierte er bis 1844 zum Rittmeister und Eskadronchef.
1848 nahm Hann von Weyhern während des Ersten Schleswig-Holsteinischen Krieg an den Gefechten bei Düppel, Fridericia und Woyens teil. Er nahm aber im selben Jahr seinen Abschied mit Pension und der Berechtigung zum Tragen seiner Regimentsuniform. Er erhielt 1849 den Charakter als Major und die Erlaubnis in schleswig-holsteinische Dienste zu treten. Im selben Jahres wurde Hann von Weyhern Oberstleutnant und Kommandeur des 1. Dragoner-Regiments in der schleswig-holsteinischen Armee. So stand er erneut gegen Dänemark im Felde und nahm an Gefechten bei Kolding und Fridericia teil. 1850 hat er den schleswig-holsteinischen Dienst quittiert.
1852 kehrte Hann von Weyhern in preußische Dienste zurück und wurde mit Patent als Major à la suite im 2. Dragoner-Regiment angestellt. Als Direktor der Militärreitschule Schwedt fand er 1853 Verwendung. 1856 wurde Hann von Weyhern Kommandeur des 5. Husaren-Regiments und avancierte im selben Jahres zum Oberstleutnant sowie 1859 zum Oberst. Ebenfalls 1859 erhielt er à la suite Anstellung als Kommandeur der 10. Kavallerie-Brigade und wurde noch im selben Jahr mit der Führung der 7. Kavallerie-Brigade beauftragt. 1863 erfolgte seine Beförderung zum Generalmajor.

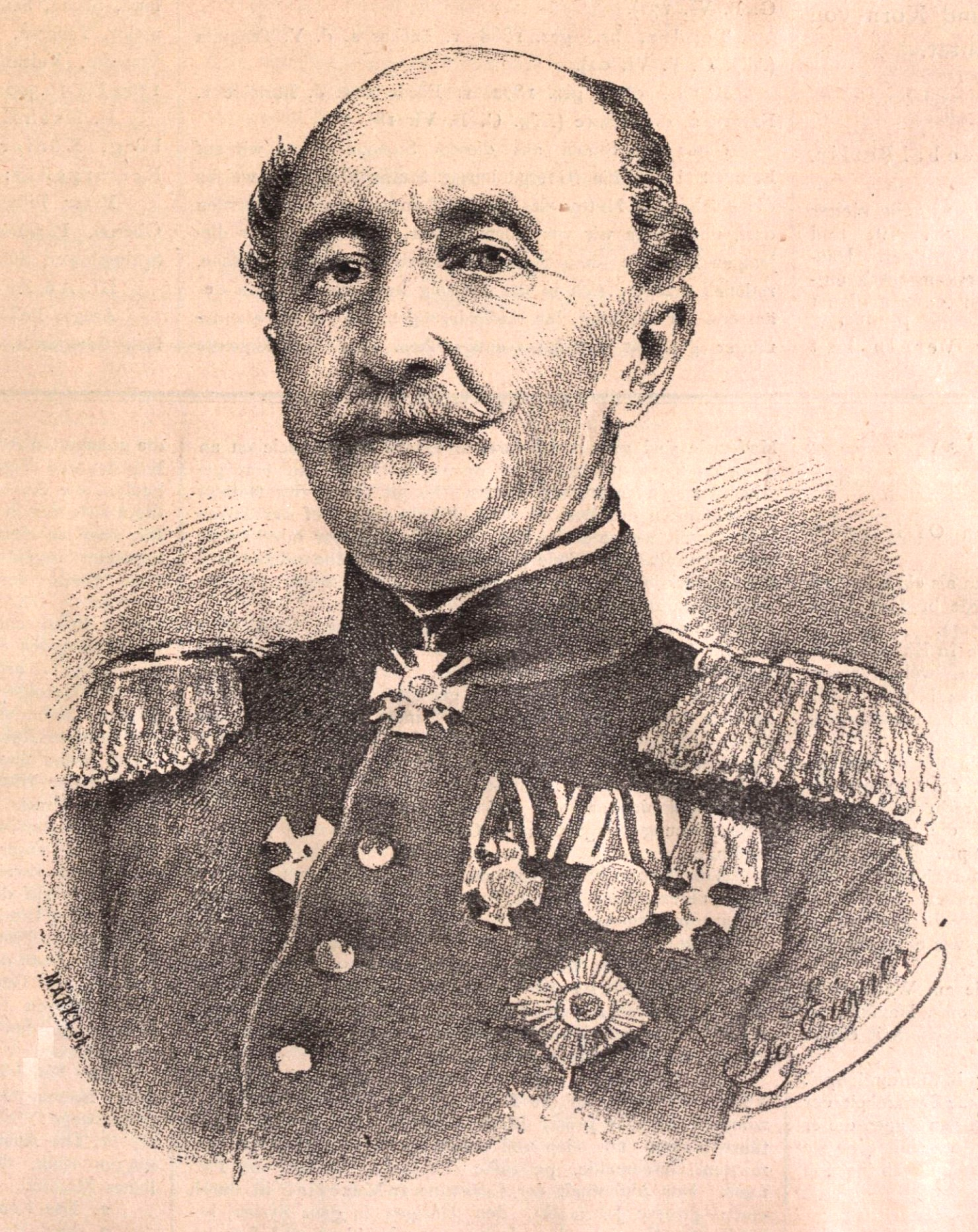
Benno Hann von Weyhern (1878)

Bei der Mobilmachung zum Deutschen Krieg war Hann von Weyhern Kommandeur der 2. Kavallerie-Division der 1. Armee. Er nahm an den Gefechten bei Turnau, Münchengrätz und Blumenau sowie an der Schlacht bei Königgrätz teil. Am 17. September 1866 wurde Hann von Weyhern Kommandeur der 4. Division und drei Tage später unter Verleihung der Schwerter zum Kronenorden II. Klasse mit Stern zum Generalleutnant befördert.
Im Krieg gegen Frankreich focht Hann von Weyhern in den Schlachten von Gravelotte und Chambigny, in den Belagerungen von Metz und Paris sowie im Gefecht bei Dijon. Ausgezeichnet mit beiden Klassen des Eisernen Kreuzes wurde er 1871 Kommandierender General des II. Armee-Korps und zum General der Kavallerie befördert. Als Chef des Husaren-Regiments Nr. 5, welcher er ab 1872 war, erhielt Hann von Weyhern Anfang September 1873 das Großkreuz des Roten Adlerordens mit Eichenlaub und Schwertern. Im Jahr darauf begleitete er den Kronprinzen nach St. Petersburg, wo ihm der Zar den Alexander-Newski-Orden verlieh. Kaiser Wilhelm I. würdigte Hann von Weyhern Mitte September 1879 durch die Verleihung des Schwarzen Adlerordens. Unter Belassung in seiner Stellung als Regimentschef wurde Hann von Weyhern am 14. Juni 181 mit Pension zur Disposition gestellt und mit dem Großkomtur mit Stern des Königlichen Hausordens von Hohenzollern ausgezeichnet.

### Familie
Hann von Weyhern vermählte sich am 2. Februar 1832 in Halle (Saale) mit der Bertha Elisabeth Dorothea von Boltenstern (1811–1881). Tochter des preußischen Majors Magnus Ferdinand Wilhelm Franz von Boltenstern (1786–1814). Aus der Ehe gingen zwei Kinder hervor.
- Benno (1833–1912), preußischer Generalleutnant ⚭ 1857 Julie Charlotte Friederike Adelaide von Kahle (* 1840)
- Hedwig Beate Mathilde Karoline (* 1850) ⚭ 1872 Robert Henning von Heyden († vor 1821), Herr auf Obernitz, herzoglich sachsen-meiningischer Kammerherr, preußischer Hauptmann a. D. und Rechtsritter des Johanniterordens

## Werke
- Ansichten über Ausbildung einer Eskadron nach den Anforderungen der Jetztzeit. Berlin 1876.